# Arachnodes jeanneli
Arachnodes jeanneli là một loài bọ cánh cứng trong họ Bọ hung (Scarabaeidae).